# Tordenc de Hartlaub
El tordenc de Hartlaub (Turdoides hartlaubii) és un ocell de la família dels leiotríquids (Leiothrichidae).

## Hàbitat i distribució
Habita camp obert, matolls, sabana i matoll espinós al centre, sud i est d'Angola, sud-est i est de la República Democràtica del Congo, Ruanda, Burundi, sud-oest de Tanzània, Zàmbia, Zimbabwe, nord de Botswana i nord-est de Namíbia.